# Associazione Calcio Siracusa 1973-1974
Questa voce raccoglie le informazioni riguardanti l'Associazione Calcio Siracusa nelle competizioni ufficiali della stagione 1973-1974.

## Rosa
| N. |                   | Ruolo | Calciatore            |
| -- | ----------------- | ----- | --------------------- |
|    | Italia (bandiera) | A     | Paolo Anastasio       |
|    | Italia (bandiera) | A     | Raffaele Bella        |
|    | Italia (bandiera) | P     | Giorgio Bissoli       |
|    | Italia (bandiera) | A     | Stanislao Bozzi       |
|    | Italia (bandiera) | C     | Alberto Canetti       |
|    | Italia (bandiera) | D     | Amedeo Crippa         |
|    | Italia (bandiera) | D     | Sandro Degl'Innocenti |
|    | Italia (bandiera) | D     | Roberto De Paoli      |
|    | Italia (bandiera) | D     | Giovanni Guerrato     |
|    | Italia (bandiera) | A     | Luigi Losio           |

| N. |                   | Ruolo | Calciatore            |
| -- | ----------------- | ----- | --------------------- |
|    | Italia (bandiera) | D     | Danilo Mayer          |
|    | Italia (bandiera) | A     | Gino Merotto          |
|    | Italia (bandiera) | D     | Carmelo Migliore      |
|    | Italia (bandiera) | D     | Giuseppe Molinari     |
|    | Italia (bandiera) | A     | Vincenzo Patania      |
|    | Italia (bandiera) | C     | Giovan Battista Rappa |
|    | Italia (bandiera) | C     | Sebastiano Schiavo    |
|    | Italia (bandiera) | A     | Salvatore Sipala      |
|    | Italia (bandiera) | C     | Fortunato Torrisi     |
|    | Italia (bandiera) | A     | Massimo Vulpiani      |